# Idioma samarokena
El samarokena (también llamado samarkena, karfasia, tamaja~tamaya) es una lengua papú poco documentada hablada en la Papúa indonesia. S. Wurm (1975) la relacionó con las lenguas kwerba, aunque M. Ross (2005) no pudo encontrar evidencia significativa para clasificarla como tal. Donahue (2002) mostró que sus pronombres se correspnden con los del airoran, siendo ambas lenguas bastante divergentes respecto a las lenguas kwerba del interior.